# Proto-slave
Ne doit pas être confondu avec Vieux-slave.
Le proto-slave ou slave commun est l'ancêtre du vieux slave et des langues slaves. Issu de la branche satem de l'indo-européen commun, il est classé dans le groupe des langues balto-slaves. Le processus de séparation des gens parlant le proto-slave et le proto-balte s'est effectué vers le IXe siècle av. J.-C. Vers le Ve siècle av. J.-C., les peuples slaves ont entrepris une migration vers le sud-est, vers le nord et vers l'ouest de la Biélorussie, leur territoire d'origine, se divisant en trois branches linguistiques[réf. souhaitée]. Aucun document écrit antérieur à 860 ne peut nous renseigner. À cette époque, le prince Rastislav de Grande Moravie demanda aux futurs saints Cyrille et Méthode de créer un alphabet pour traduire des ouvrages religieux dans sa langue. Ainsi naquit l'alphabet glagolitique, utilisé pour écrire le vieux slave.

## Évolution
Comme les autres langues satem, le proto-slave a transformé les consonnes palato-vélaires de l'indo-européen commun en affriquées et en fricatives postérieures :
- ḱ → s ; la racine indo-européenne *ḱerd- « cœur », duquel procèdent le lituanien širdìs, le grec ancien καρδία / kardíâ, le latin cor, -dis et l'anglais heart, est devenue en proto-slave serdece, d’où serce en polonais, srdce en tchèque, sérdce en russe[1].
- ǵ → z ; ainsi *zreno « grain » en proto-slave qui a donné zrno en tchèque, zernó en russe et ziarno en polonais, est issu de la racine indo-européenne *ǵrno- dont dérivent l’allemand Korn et le latin granum[1].
- ǵʰ → z

Autre trait commun aux langues satem, les consonnes aspirées perdent leur aspiration et les labio-vélaires perdent leur double articulation :
- bʰ → b ; ceci explique que *bʰréh₂tēr devenu frater en latin puis frère en français (cf. angl. brother, irl. bráthair) ait donné proto-slave *bràtrъ dont sont issus le polonais et le russe brat, le tchèque bratr[1].
- dʰ → d ; *dʰugh₂tḗr « fille » (féminin de fils) a conservé son aspiration en grec ancien et y a donné θυγάτηρ / thugátêr, mais l'a perdu dans l'anglais daughter et le proto-slave **dъkťi duquel procèdent le polonais córka et le tchèque dcera[1].
- ɡʰ → ɡ
- gʷʰ → gʷ → g
- kʷ → k

Au sujet des voyelles, le proto-slave a transformé les voyelles longues oː et aː en a, et les voyelles courtes o et a en o. On note aussi la disparition de la voyelle indo-européenne ə dans une syllabe non initiale . Les diphtongues longues et courtes ne sont plus distinguées.
Toujours concernant les voyelles, le proto-slave conserve l'alternance vocalique indo-européenne.

### Métathèse
Le proto-slave a subi une métathèse des consonnes r et l dans les groupes CorC, ColC, CerC, CelC, orC, olC où C représente une consonne quelconque. Ainsi la racine indo-européenne qui a donné calva « crâne » en latin (d'où chauve et calvaire en français) donne une racine initiale en proto-slave *golva « tête » qui devient *glovà et a donné serbo-croate glava, polonais glowa, tchèque hlava et russe golová. La racine indo-européen *melg- « lait » dont est issu l'anglais milk ou l'allemand Milch, est devenue *melko puis, par métathèse, *mleko en proto-slave et a donné le tchèque mléko, polonais et slovène mleko et russe moloko (молоко).

### Palatalisation régressive
À la suite de la mise en place du système d'harmonie vocalique, les consonnes vélaires subissent une palatalisation pour devenir des consonnes post-alvéolaires devant les voyelles *i, *ĭ, *e, *ę et *j  :
- *k → *č / t͡ʃ : l'indo-européen commun *kʷetwóres « quatre » peu changé dans le latin quattuor donne, selon la première règle de perte de la double articulation des consonnes labiovélaires le proto-slave *četyre et selon cette règle de palatalisation régressive *četer qui explique la forme actuelle de četiri en serbo-croate, četýre (четыре) en russe, čtyři en tchèque, etc.
- *g → *ž / ʒ : Le mot žena « femme », présent sous des formes similaires dans la plupart des langues slaves, est issu de l'indo-européen commun *gʷḗn « femme » dont est issu angl. queen « reine » ou grec ancien γυνή / gunế) Comme l'exemple précédent, il perd la double articulation pour devenir *gena puis *žena.
- *x → *š / ʃ : emprunté par le proto-slave, le mot proto-germanique *helmaz (« casque ») a donné *šelmъ.
- *w → *v / ʋ : emprunté par le proto-slave, le mot proto-germanique *Walhaz (« Celte, Latin ») a donné *Volxъ.

Historiquement parlant, cette palatalisation a dû avoir lieu après le IIe siècle de notre ère quand les tribus slaves entrent en contact avec les tribus germaniques puisque les mots empruntés au proto-germanique comme *kaisaraz (« empereur ») → *cěsařь, *kuningaz (« roi ») → *kъnędzь (« prince ») et *panningaz (« sou ») (cf. angl. penny) → *pěnędzь montrent qu'elle est opérante, ce qui n'est plus le cas après les grandes migrations. Au IXe siècle, les Russes entrent en contact avec les Varègues qu'ils appellent Varęgŭ (Варѧгъ), sans palataliser ce g final. Il en va de même des mots liturgiques empruntés du latin en ce qui concerne les langues slaves occidentales ou du grec pour les Orientaux lors de l'évangélisation qui débute à cette époque avec Saints Cyrille et Méthode.